# Oedipus Rex

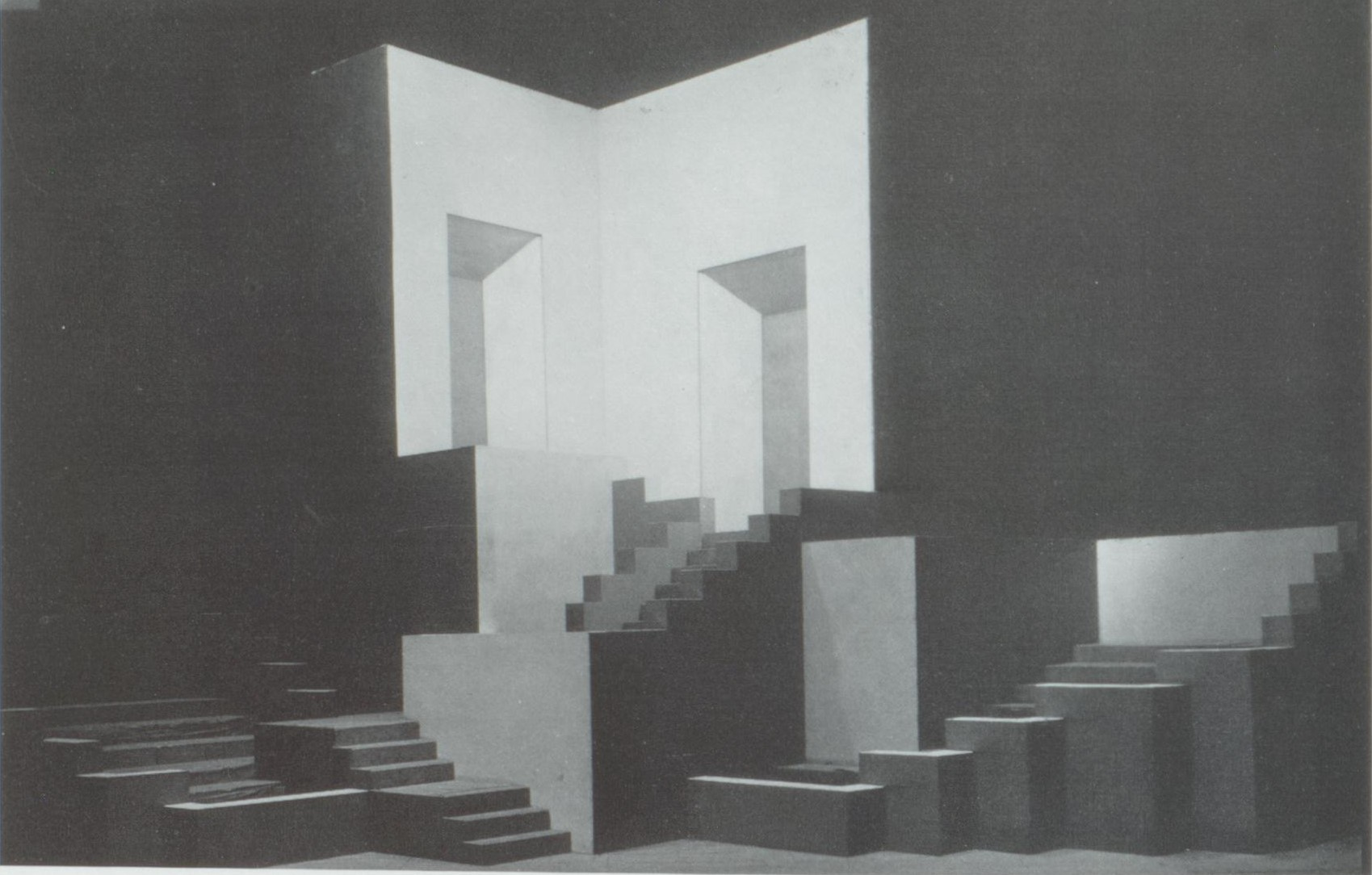
Ewald Dülberg Bühnenbildentwurf zu Igor Strawinsky Oedipus Rex Krolloper 1928

Oedipus rex (Édipo Rei) é uma ópera-oratório de Igor Stravinsky para orquestra, solistas e coral masculino. O libreto foi escrito por Jean Cocteau em francês e então traduzido por Abbe Jean Daniélou para latim (a narração, entretanto, é apresentada na linguagem da audiência). A música de Stravinsky é um exemplo do neoclassicismo. Ele considerou ambientar o trabalho na língua grega antiga, mas decidiu-se por fim pelo latim.
A ópera-oratório Oedipus Rex estreou no Teatro Sarah Bernhardt, em Paris, em 30 de maio de 1927.